# Palaina pupa
Palaina pupa là một loài ốc trên cạn trong họ Diplommatinidae. Nó là loài đặc hữu của Palau.